# Или (Миннесота)
Или (англ. Ely) — город в округе Сент-Луис, штат Миннесота, США. Город расположен в регионе железных залежей Вермилион, вокруг города расположено несколько железорудных шахт. Через город можно попасть в заказник дикой природы Боундари-Уотерс-Каноэ. В Или находится Международный центр волков и Североамериканский центр медведей.

## История
Первыми европейцами на территории современного Или были торговцы пушниной. На озере Вермилион вспыхнула золотая лихорадка, и она принесла новых поселенцев. Поиски золота успехов не дали, но были найдены значительные залежи железной руды. Тысячи новых мигрантов прибывали в это время в Америку и многие выбирали для проживания и работы этот район.
После того, как в 1888 году была проложена железная дорога Duluth, Missabe and Iron Range Railway, соединившая Эли и Тауэр, была начата добыча руды. Первой шахтой стала Chandler Mine. Руду отправляли по железной дороге в порты городов Ту-Харборс и Дулут. В том году шахтёры инкорпорировали город Флоренс с населением 177 человек, расположенный с восточной стороны озера Шагава на месте, ныне известном как Сполдинг. После обнаружения руды на западе от города поселенцы перенесли поселение и поменяли название на Или, в честь шахтёра Сэмюэля Или из Мичигана.

## Демография
По данным переписи 2010 года население города Или составляло 3460 человек, 1681 домашнее хозяйство и 814 семей. Плотность населения — 489,3 чел. на км², плотность размещения жилья (насчитывается 2022 постройки) — 286,0 на км². Расовый состав: белые — 95,9 %, афроамериканцы — 1 %, коренные американцы — 0,8 %, азиаты — 0,7 %, представители двух и более рас — 1,6 %.
Из 1681 домашнего хозяйства 37,1 % представляли собой совместно проживающие супружеские пары (19,1 % с детьми младше 18 лет), в 8,4 % семей женщины проживали без мужей, в 2,9 % семей мужчины проживали без жён, 51,6 % не имели семьи. В среднем домашнее хозяйство ведут 1,93 чел., а средний размер семьи — 2,66 чел.
Население города по возрастному диапазону по данным переписи 2010 года распределилось следующим образом: 16 % — жители младше 18 лет, 13,4 % — между 18 и 24 годами, 20,3 % — от 25 до 44 лет, 27,4 % — от 45 до 64 лет, 22,9 % — в возрасте 65 лет и старше. Средний возраст населения — 45,3 лет. От общего числа жителей было 49,7 % мужчин и 50,3 % женщин.
По состоянию на 2000 год медианный доход на одно домашнее хозяйство в городе составлял $27615, доход на семью $36047. У мужчин средний доход $34559, а у женщин $18833. Средний доход на душу населения $16855. 9,5 % семей или 14,5 % населения находились ниже порога бедности, в том числе 10,9 % молодёжи младше 18 лет и 12,5 % взрослых в возрасте старше 65 лет.